# Coleocentrus gurnetensis
Coleocentrus gurnetensis là một loài tò vò trong họ Ichneumonidae.